# Caffrowithius biseriatus
Espèce
Caffrowithius biseriatus est une espèce de pseudoscorpions de la famille des Chernetidae.

## Distribution
Cette espèce est endémique du Cap-Occidental en Afrique du Sud. Elle se rencontre dans la grotte De Hoop Cave à Bredasdorp.

## Description
La femelle holotype mesure 1,21 mm et les mâles de 1,13 à 1,22 mm.

## Publication originale
- Mahnert, 1983 : The genus Caffrowithius Beier, 1932, with the description of a new species from South Africa (Arachnida: Pseudoscorpiones). Annals of the Natal Museum, vol. 25, no 2, p. 501-510 (texte intégral).